# 28346 Кент
28346 Кент (28346 Kent) — астероїд головного поясу, відкритий 19 березня 1999 року.
Тіссеранів параметр щодо Юпітера — 3,319.